# Agnetz
Agnetz – miejscowość i gmina we Francji, w regionie Hauts-de-France, w departamencie Oise.
Według danych na rok 1990 gminę zamieszkiwały 2134 osoby, a gęstość zaludnienia wynosiła 165 osób/km² (wśród 2293 gmin Pikardii Agnetz plasuje się na 128. miejscu pod względem liczby ludności, natomiast pod względem powierzchni na miejscu 276.).